# احمد بیرشک
احمد بیرشک (زادهٔ ۴ بهمن ۱۲۸۵ در باجگیران – درگذشتهٔ ۱۴ فروردین ۱۳۸۱ در تهران)، ریاضی‌دان، تقویم نگار، پژوهشگر تاریخ علم، و مدرسه دار ایرانی بود.

## زندگی شخصی

احمد بیرشک در سال ۱۳۴۷ (نفر سمت راست)

وی در دوران کودکی به دلیل شغل پدرش محمد در باجگیران پرورش یافت و نزد او آموزش‌های پایه و زبان فرانسوی و کمی روسی را فراگرفت. پس از آن به همراه پدرش به مشهد رفت و در مدرسه احمدیه پس از آزمونی که مدیر مدرسه از وی به عمل آورد وارد کلاس چهارم شد ولی پس از سه ماه به تشخیص معلم به کلاس پنجم انتقال یافت. پس از مدتی تحصیلات خود را در مدرسهٔ آلیانس فرانسوی (یکی از سه مدرسه فرانسوی زبان تهران) با حضور در کلاس هفتم ادامه داد.
پس از پایان دوره دبیرستان در مهرماه ۱۳۰۸ به دارالمعلمین عالی در رشته ریاضیات وارد شد. سپس به خدمت وزارت معارف و اوقاف و صنایع مستظرفه درآمد. مدتی نیز در ساری به تدریس ریاضی، فیزیک، علوم طبیعی و زبان از کلاس اول تا ششم متوسطه مشغول بود.
وی مدتی رئیس ادارهٔ استخدام شهرستان‌ها در کارگزینی وزارت فرهنگ و مدتی رئیس کارگزینی دانشگاه تهران بود.
در سال ۱۳۲۱ پس از آنکه دانشگاه تهران از وزارت معارف جدا شد وی به‌عنوان رئیس دانشگاه تهران برگزیده شد. در سال ۱۳۲۲ مقاله معروف «نقد قانون دانشگاه» را به نگارش درآورد.
پس از آنکه در سال ۱۳۲۴ دانشگاه تهران به وزارت معارف بازگردانده شد و منوچهر اقبال ریاست دانشگاه را برعهده گرفت. بیرشک از شغل اداری دانشگاه تهران کناره‌گیری کرد و به تدریس در پلی تکنیک و دانشسرای عالی مشغول شد. در این دو دانشگاه به مدت ۱۸ سال درس مناظر و مرایا (پرسپکتیو) را تدریس کرد. در دانشسرای عالی با استادانی چون غلامحسین رهنما، بدیع‌الزمان فروزانفر، شفق، دکتر لوئی لونگ، و گابریل یاریئر آشنا شد و از محضر آن‌ها استفاده کرد.
وی چندین بار برای مطالعه در مورد سیستم آموزشی به فرانسه، انگلستان و آمریکا اعزام شد.
در سال ۱۳۴۱ در زمان وزارت دکتر پرویز ناتل خانلری به معاونت وزارت فرهنگ رسید. وی همچنین با دانشگاه صنعتی شریف (آریامهر سابق) در ویرایش متون ریاضی و فیزیک همکاری داشت.

## بنیان‌گذاری گروه فرهنگی هدف

علامت مؤسسه هدف

یکی از بزرگترین خدمات احمد بیرشک به جامعه فرهنگی ایران بنیان‌گذاری گروه فرهنگی هدف بود.
احمد بیرشک و تنی چند از یارانش (احمد دیانی – احمدرضا قلی‌زاده – سیدمحمد قاضی نوری – علی متمدن – دکتر تقی هورفر – احمد انواری) در تاریخ ۲ خرداد ۱۳۲۷ (برابر با ۲۳ ماه مه ۱۹۴۸ میلادی) با سرمایه‌ای اندک (۳۵۰۰۰ تومان) اولین مدرسه هدف (مخفف هنر، دانش و فرهنگ) را بنیان نهادند. گروه فرهنگی هدف، متشکل از چهار دبستان دخترانه و پسرانه و چهار دبیرستان تا سال انحلال یعنی ۱۳۵۸ بیش از شانزده هزار دانش آموز دیپلمه تربیت کردند.

## بنیان‌گذاری دانشنامه بزرگ فارسی
وی در سال ۱۳۷۰ بنیاد دانشنامه بزرگ فارسی را بنیان‌ گذارد و تا سال ۱۳۷۷ ریاست آن را برعهده داشت.در این سال وی با دریافت لوح تقدیر ریاست جمهوری به عنوان استاد نمونه شناخته شد و از دانشگاه شهید بهشتی دکتری افتخاری ریاضیات دریافت کرد.
وی در فروردین ۱۳۸۱ نشان دولتی درجه یک دانش را از دفتر ریاست جمهوری دریافت نمود.
وی علاوه بر دانشنامه بزرگ فارسی، در تألیف دانشنامه ایرانیکا، فرهنگ کامل انگلیسی - فارسی تألیف عباس آریان‌پور و منوچهر آریان پور، فرهنگنامه کودکان و نوجوانان و دانشنامه ایران و اسلام، همکاری داشته‌است.

## تصحیح تقویم ایرانی
تقویم دکتر بیرشک، برخلاف تقویم‌های پیشین از دوره‌های ۳۳ ساله (هفت دورهٔ ۴ ساله و یک دورهٔ ۵ ساله) تشکیل نشده، بلکه از دوره‌های ۲۸۲۰ ساله تشکیل شده‌است. هر دوره به زیر دوره‌های ۱۲۸ یا ۱۳۲ ساله تقسیم می‌شود، که هرکدام از آن‌ها نیز به زیر دوره‌های ۲۹، ۳۳، یا ۳۷ ساله تقسیم می‌شوند که در هرکدام سال‌های مضرب ۴ غیر از آخرین‌شان کبیسه می‌باشد. هر سال ۱۲ ماه دارد که شش‌تای اول ۳۱، پنج‌تای بعد ۳۰، و ماه آخر بر حسب کبیسه بودن یا نبودن ۲۹ یا ۳۰ روز دارد.

## درگذشت

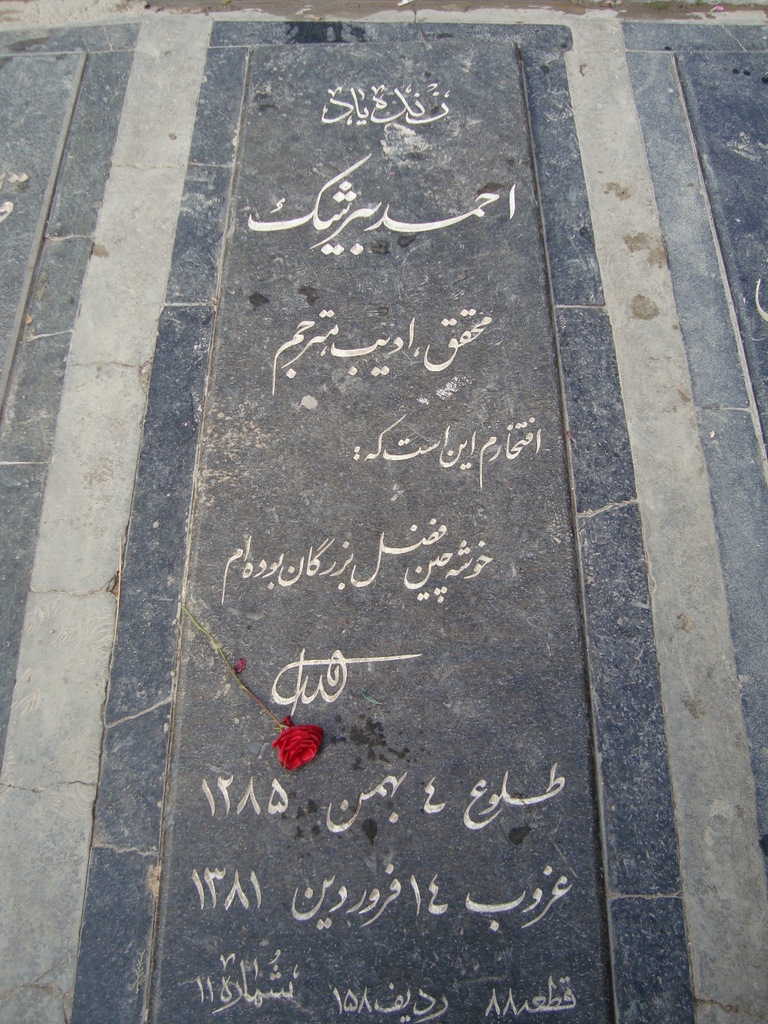
آرامگاه بیرشک

در روز چهارشنبه ۱۴ فروردین سال ۱۳۸۱ احمد بیرشک در سن ۹۵ سالگی چشم از جهان فروبست. 

## آثار
- تالیفات

1. کتاب‌های جبر و حساب سال‌های دبیرستان
2. هندسهٔ ترسیمی و ه‍ن‍دس‍ه رق‍وم‍ی
3. هندسهٔ سطحی
4. هندسهٔ مناظر و مرایا
5. اصول مناظر و مرایا: پرسپکتیو
6. جدول‌های لگاریتم با همکاری ا. انواری
7. گاهنامه تطبیقی سه هزار ساله
8. گ‍ف‍ت وگ‍وی ت‍م‍دن‍ه‍ا: گ‍اه‍ش‍م‍اری در ت‍م‍دن ای‍ران‍ی و ت‍م‍دن م‍س‍ی‍ح‍ی
9. گاهشماری ایرانی، با همکاری سهیلا شمس‌الله، بنیاد دانشنامه بزرگ فارسی، ۱۳۸۰.

- ترجمه

1. زندگینامهٔ علمی دانشوران، نوشته چ‍ارل‍زک‍ول‍س‍ت‍ون گ‍ی‍ل‍ی‍پ‍س‍ی و دیگران
2. شناخت ژاپن، نوشته جون لیوینگستون، جومور، فلیشیا اولد فادر
3. سرگذشت علم (کتاب برگزیده سال ۱۳۷۷)
4. آموزش در جریان پیشرفت، نوشته پائولو فریره
5. تاریخ آفریقا، نوشته جی.کی.
6. زندگینامه برتراند راسل به قلم خودش
7. سرگذشت علم، نوشته جورج سارتن
8. یک، دو، سه… بی‌نهایت، نوشته ژرژ گاموف
9. جهان و اینشتاین، نوشته لینکلن بارنت
10. آینشتاین، نوشته جرمی برنستاین، چاپ دوم، تیرماه ۱۳۷۸، انتشارات خوارزمی
11. رهبر علم، نوشته آیزاک آسیموف
12. پهلوان شیرافکن یا ت‍ارت‍ارن ت‍اراس‍ک‍ن‍ی، نوشته آلفونس دوده
13. ج‍ه‍ان‌‫، نوشته ه‍اورد ب‍راب‍رت‍س‍ن و دیگران
14. ری‍اض‍ی‍ات ن‍وی‍ن، ن‍وش‍ت‍ه س‍رژ ب‍رم‍ان و رن‍ه ی‍زار
15. ع‍ل‍م ق‍دی‍م و ت‍م‍دن ج‍دی‍د: م‍ش‍ت‍م‍ل ب‍ر اق‍ل‍ی‍دس و زم‍ان او …، نوشته ج‍رج س‍ارت‍ن
16. م‍ی‍راث ای‍ران، س‍ی‍زده ت‍ن از خ‍اورش‍ن‍اس‍ان زی‍رن‍ظر آرت‍ورج‍ان آرب‍ری، ترجمهٔ احمد بیرشک و دیگران
17. کنش فرهنگی برای آزادی، نوشته پائولو فریره
18. ک‍م‍ون پ‍اری‍س، ن‍وش‍ت‍ه ل‍ئ‍و ت‍روت‍س‍ک‍ی
19. ف‍ل‍س‍ف‍ه ری‍اض‍ی، نوشته اس‍ت‍ی‍ف‍ن. س. ب‍ارک‍ر
20. ف‍رض و اس‍طوره در ف‍ی‍زی‍ک ن‍ظری، نوشته ه‍رم‍ان ب‍ان‍دی؛ ت‍رج‍م‍هٔ رض‍ا م‍ن‍ص‍وری و احمد بیرشک
21. ع‍ل‍م و زن‍دگ‍ی، نوشته ال‍س‌ورث‌س. اوب‍ورن، ال‍وودد. ه‍ی‍س و گ‍ی‍ل‍وردس. م‍ون‍ت‍گ‍م‍ری؛ ترجمه زیر نظر احمد بیرشک
22. هندسه لباچفسکئی، نوشته آ.اس. اسموگورژفسکی
23. ه‍ن‍دس‍ه ن‍ااق‍ل‍ی‍دس‍ی، ن‍وش‍ت‍ه ه‍ارول‍د ا. ول‍ف
24. آم‍وزش س‍ت‍م‍دی‍دگ‍ان، ن‍وش‍ت‍ه پ‍ائ‍ول‍و ف‍ری‍ره؛ ت‍رج‍م‍هٔ اح‍م‍د ب‍ی‍رش‍ک و ی‍وس‍ف‌ال‍ل‍ه داد
25. آن‍اب‍اس‍ی‍س، ن‍وش‍ت‍ه کسنوفون؛ ت‍رج‍م‍ه از ی‍ون‍ان‍ی ب‍ه ف‍ران‍س‍وی پ‍ول م‍اس‍ک‍ره؛ ب‍رگ‍ردان از ف‍ران‍س‍ه ب‍ه ف‍ارس‍ی اح‍م‍د ب‍ی‍رش‍ک و مقابله با ترجمه انگلیسی رکس وارنر

## پانوشت‌ها
1. ↑  پایگاه جامع اهل قلم ایران احمد بیرشک بایگانی‌شده  در ۲ آوریل ۲۰۱۵ توسط Wayback Machine